# داريو غوميز
داريو غوميز (بالإسبانية: Darío Gómez)‏ هو مغني كولومبي، ولد في 6 فبراير 1951 في سان خرونيمو ‏ في كولومبيا.

## وصلات خارجية
- داريو غوميز على موقع ميوزك برينز (الإنجليزية)
- داريو غوميز على موقع أول ميوزيك (الإنجليزية)
- داريو غوميز على موقع ديسكوغز (الإنجليزية)
- داريو غوميز على موقع ديسكوغز (الإنجليزية)